# Catene invisibili
Catene invisibili è un film del 1942 diretto da Mario Mattoli.

## Trama
Mentre si trova a Roma per prendere parte a un torneo di tennis, la giovane Elena Silvagni, mondana e frivola, viene a sapere della morte improvvisa del padre, un ricco industriale lombardo. Le comunica la notizia l'attempato direttore della fabbrica paterna, l'ingegner Carlo Danieli, che diventa subito un punto di riferimento e una figura affettiva per la giovane ragazza.
Dopo aver scoperto casualmente l'esistenza di un fratellastro di nome Enrico, Elena decide di prendersene cura e lo fa assumere in fabbrica, facendogli anche avere consistenti somme di denaro. Ma Enrico è uno scapestrato, dedito al crimine, e non ha alcuna voglia di lavorare. Ignaro del rapporto di parentela con Elena, cerca solo di approfittarne per farsi dare più denaro.
Ricercato dalla polizia, Enrico prova a fuggire dalla finestra, ma muore cadendo dal cornicione del palazzo. Elena, scossa da questa terribile esperienza, viene condotta in commissariato dove arriva in suo soccorso l'ingegner Carlo Danieli. Entrambi comprendono l'importanza del loro legame e finalmente si uniscono in matrimonio.

## Produzione
Secondo film del ciclo I film che parlano al vostro cuore (tutti diretti da Mattoli), è stato realizzato negli stabilimenti di Cinecittà nell'autunno 1941.

## Distribuzione
La pellicola venne distribuita nel circuito cinematografico italiano il 1º aprile del 1942.